# Миркарими, Реза
Реза Миркарими, также Реза Мир-Карими, Реза Мир Карими (англ. Reza Mirkarimi, 1966, Тегеран) — иранский кинорежиссёр и сценарист.

## Биография
Закончил Тегеранский университет изобразительного искусства по специальности «Графика». Начал снимать короткометражные фильмы: в 1987 появилась его лента «Для него». Снимал документальные фильмы на спортивные темы, телесериалы. Первый игровой фильм «Ребёнок и солдат» вышел на экраны в 2000 году и привлёк внимание киносообщества и принес многочисленные награды на международных кинофестивалях.
В феврале 2012 году в Москве была показана ретроспектива фильмов режиссёра

## Избранная фильмография
- 2000: Ребёнок и солдат (приз Серебряный шар на МКФ в Нанте)
- 2001: В лунном свете (специальная премия жюри на МКФ в Тегеране, Большая премия на Неделе критики Каннского МКФ, премия за лучшую режиссёрскую работу и специальная премия жюри Токийского МКФ)
- 2005: Очень далеко, очень близко (Хрустальный Симург на МКФ в Тегеране за лучший фильм)
- 2008: Проще простого (5 премий Хрустальный Симург на МКФ в Тегеране, Главный приз «Золотой Георгий» и премия критики Московского кинофестиваля)
- 2011: Кубик сахара
- 2014: Сегодня
- 2016: Дочка (Главный приз «Золотой Георгий» Московского кинофестиваля)